# Lac Island
Pour les articles homonymes, voir Island Lake.
Le lac Island (en anglais : Island Lake) est un lac américain dans le comté de Lassen, en Californie. Il est situé à 2 167 mètres d'altitude au sein de la Lassen Volcanic Wilderness, dans le parc national volcanique de Lassen.